# 扎德尼斯特里亞
49°29′54″N 23°11′32″E / 49.49833°N 23.19222°E
扎德尼斯特里亞（烏克蘭語：Задністря），是烏克蘭西部的村莊，隸屬利維夫州的桑比爾區。該村始建於1918年，面積3.8平方公里，海拔高度296米，2024年人口300，人口密度每平方公里79.21人。